# 舞妓の茶本舗
舞妓の茶本舗（まいこのちゃほんぽ）は、京都府京田辺市の日本茶緑茶の販売店である。
地元産の玉露を中心に多くの茶葉を販売している。最近は、抹茶のスイーツなどにも力を入れている。2006年より世界中の方に美味しい日本茶を愉しんでもらいたいと考え、自社越境ECサイトにて、全世界にネット通信販売も行っている。
玉露づくり名人の山下壽一（全国茶品評会玉露部門農林水産大臣賞7回受賞、現代の名工、その他受賞歴多数）の、玉露の取り扱いが出来るのは、舞妓の茶本舗だけ
ここ数年前から、北米・ヨーロッパを中心に、世界各地への販売も積極的に行っている。
本店以外にも緑茶の喫茶室・MAIKO茶ブティックにも直営の喫茶室を持つ。
2008年12月にオリジナルブレンド茶笑門来福「しあわせ茶」を発売。このしあわせ茶は、抹茶入りの玄米茶に稚内産の利尻昆布をカットしてブレンドした新しい茶である。